# Porus septal
Un porus septal és una estructura, un porus, que apareix en alguns fongs. En el cas de les algues roges l'estructura que en anglès es coneix com a pit connection (connexió de pou) és morfològicament similar però no està relacionada, en aquest cas es tracta d'un forat en el septe entre dues cèl·lules d'algues, i es troba només en les algues roges, específicament, apareix tots els ordres d'algues roges excepte els Porphyridiales i els Bangiales haploides. De fet no són ni pous ni connexions (pit connection),però el terme en anglès roman en ús degut a la seva antiguitat. Com a contrast, molts fongs (només ascomicets i basidiomicets com altres grups no tenen septes contenen els autèntics porus septals. La ultraestructura dels porus septals sómimportants marcadors taxonòmics en els fongs basidiomicets en ells apareixen en tres tipus morfològics principals:vesiculars imperforatsd i perforats.

## Característiques
En les algues roges una membrana similar a un tamís pot cobrir el pou en les algues vives, però en la majoria de les algues es forma un tap, que limita la transferència de metabòlits entre cèl·lules veïnes.
Les connexions de pou apareixen en moltes varietats: els microporus dels zigomicets, els simples, cossos de Woronin portadors de porus dels ascomicets i els dolípors dels basidiomicets i fragmobasidiomicets. Els porus senzills, sense adorns, també estan associats amb els teliomicets. Els porus Munk es troben en les parets d'algunes Sordariales

## Formació
Les connexions de pou principals es formen entre les cèl·lules en el mateix filament, derivades de les mateixes cèl·lules parentals a través de la seva divisió. Aquestes connexions són sempre simples i normalment circulars.